# Stingers d'Edmonton
Dernière mise à jour : 21 avril 2024.
Les Stingers d’Edmonton sont une équipe canadienne de basket-ball professionnel basée à Edmonton, en Alberta. Ils concourent dans la Ligue élite canadienne de basketball (LECB) et disputent leurs matchs à domicile à The Flair Airlines Hangar au Centre des expositions d’Edmonton. La mascotte des Stingers est Buzz, un frelon, inspiré par le CF-18 basé à Cold Lake. Le logo de l’équipe a un CF-18 passant par un grand E pour faire le corps du frelon.

## Histoire
Le 2 mai 2018, il a été annoncé qu’Edmonton serait l’une des six villes à participer à la Ligue élite canadienne de basketball, l’équipe devant jouer sa saison inaugurale à compter de mai 2019. Le 22 juin 2018, on a annoncé que l’équipe s’appellerait les Stingers d’Edmonton.
Les Stingers d’Edmonton ont joué leur premier match le 10 mai 2019 contre les River Lions de Niagara, remportant 118-105.  Lors de leur première saison, les Stingers ont été éliminés en demi-finale.
En 2020, Edmonton a remporté son premier championnat de la LECB après avoir battu les Bandits de la Vallée du Fraser en finale, 90-73. Xavier Moon, qui a marqué 30 points, a été nommé le MVP de la finale.
Au cours de la saison 2021, Edmonton a remporté son deuxième championnat consécutif, ce qui en fait la premier équipe de l'histoire de la LECB a remporté deux titres consécutivement en battant  101 à 65 contre les River Lions de Niagara. Le 22 septembre 2021, il est annoncé que les Stingers représenteraient le Canada pour la première fois lors de la Ligue des champions américaine de basketball. Pour leurs débuts, les Stingers ont battu le Real Estelí, 84 à 81 à Managua, au Nicaragua.
Le 3 avril 2024, il a été annoncé que Manjit et Ravinder Minhas, les copropriétaires de Minhas Craft Brewery, sont devenus partenaires de l’équipe. Manjit Minhas, la star de Dragons' Den, devient la première femme propriétaire de LECB.

## Palmarès
- Champion LECB (2) : 2020 et 2021

## Personnalités

### Joueurs emblématiques
- Murphy Burnatowski
- Trahson Burrell
- Mikh McKinney
- Xavier Moon
- Martynas Varnas

### Entraîneurs successifs
| Nom            | Période   | Saison régulière | Saison régulière | Saison régulière | Playoffs | Playoffs | Playoffs | Bilan                      |
| Nom            | Période   | Matchs           | Vict.            | Déf.             | Matchs   | Vict.    | Déf.     | Bilan                      |
| -------------- | --------- | ---------------- | ---------------- | ---------------- | -------- | -------- | -------- | -------------------------- |
| Jermaine Small | 2019-2022 | 60               | 42               | 18               | 6        | 4        | 2        | Champion LECB 2020 et 2021 |
| Jordan Baker   | 2023-     | 20               | 9                | 11               | 2        | 1        | 1        |                            |